# Petersholz
Petersholz ist ein Ortsteil der Mittelstadt Wegberg im Kreis Heinsberg im Bundesland Nordrhein-Westfalen.

## Geografie

### Lage

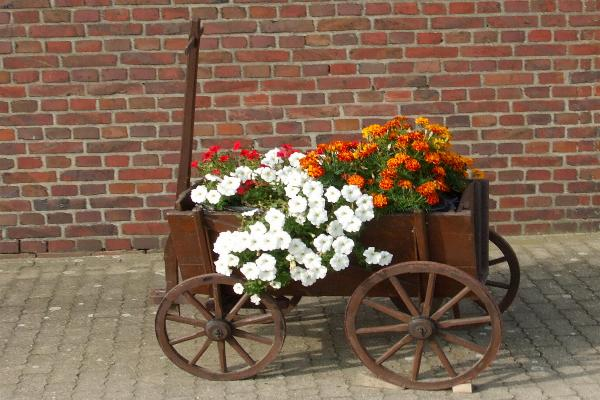
Blumengruß in Petersholz

Petersholz liegt südwestlich von Wegberg.

### Nachbarorte
|            | Arsbeck                                     |               |
| Wildenrath | Kompassrose, die auf Nachbargemeinden zeigt | Klinkum       |
|            |                                             | Tüschenbroich |

## Infrastruktur
Petersholz gehörte früher zum Ortsteil Arsbeck. Der Ort in ruhiger Lage ist von Landwirtschaft und Gemüseanbau geprägt und ist teilweise von Wald umgeben. Ein Gewerbegebiet mit zahlreichen Firmen erschließt sich am Waldrand. Ebenfalls im Wald gelegen ist eine Wohnsiedlung der Britischen Streitkräfte mit 30 Einzelhäusern, 40 Doppelhaushälften und 338 Reihenhäusern, die schon teilweise unbewohnt sind. Eine Weiterverwendung der Wohnsiedlung ist noch ungeklärt. Im Blickfeld des Ortes ist auch ein Windpark mit fünf Windrädern.
Die AVV-Buslinie 413 der WestVerkehr verbindet Petersholz an Wochentagen mit Wegberg, Wassenberg und Heinsberg. Abends und am Wochenende kann der MultiBus angefordert werden.
| Linie | Linienverlauf |
| ----- | --- |
| 413   | (Wegberg Schulzentrum –) Wegberg Busbf – Klinkum – Bischofshütte – Petersholz – Arsbeck – Dalheim Bf – Rödgen – Wildenrath – (Wildenrath Gewerbegebiet –) Wassenberg – Orsbeck – Unterbruch – Heinsberg Busbf (← Heinsberg AOK) |

## Sehenswürdigkeiten
- Wegekreuz in Petersholz

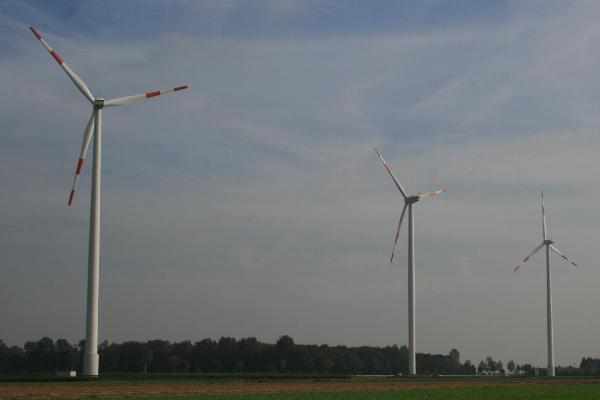
Windkraft-Anlagenpark in Petersholz

- Windkraft-Anlagenpark mit fünf Windrädern

## Vereine
- Dorfgemeinschaft Petersholz
- Freiwillige Feuerwehr Wegberg, Löschgruppe Klinkum, zuständig auch für die Ortschaft Petersholz